# Горенки
Го́ренки — масштабная подмосковная усадьба, принадлежавшая во второй половине XVIII — начале XIX века семье графов Разумовских.
Расположена с южной стороны шоссе Энтузиастов (ранее — большая Владимирская дорога, Владимирский тракт, Владимирка), на левом берегу речки Горенки, исток которой находится у Мазуринского озера, с образованным при устройстве усадьбы каскадом из семи прудов (сохранилось три) с островами и мостиками.
Современный адрес: город Балашиха, шоссе Энтузиастов, 6.

## История усадьбы

### Первые владельцы
Впервые Горенки упоминаются в писцовой книге Московского уезда за 1576—1578 годы: 
Пустошь Горенки. Пашни лесом поросником поросли, 16 чети в поле, а дву по тому ж доброй земли, сена 20 копен, лесу пашенного 3 десятины.
 Тогда же служилый человек Молчан продал эту землю боярину Никите Романовичу Захарьину, деду первого царя из рода Романовых — Михаила Фёдоровича.

В книгах Московского уезда за 1623—1624 годы: 
За Никифором Плещеевым по государевой грамоте 1617 года пустошь Перевесье на речке на Горенке … пустошь Погребище на суходоле … пустошь Глебцево … пустошь Коробкино на суходоле.
В дальнейшем эта земля попала в разные руки, а на пустоши Золотиловой (Золотово) выросла деревня Горенки. В переписных московских книгах 1678 года за стольником князем Даниилом Черкасским записана «деревня на Горенках, а в ней 6 дворов крестьянских и бобыльских».
Князь Юрий Хилков (комнатный стольник Петра I) построил здесь в 1693 году деревянный господский двор — приданое его дочери Прасковьи.

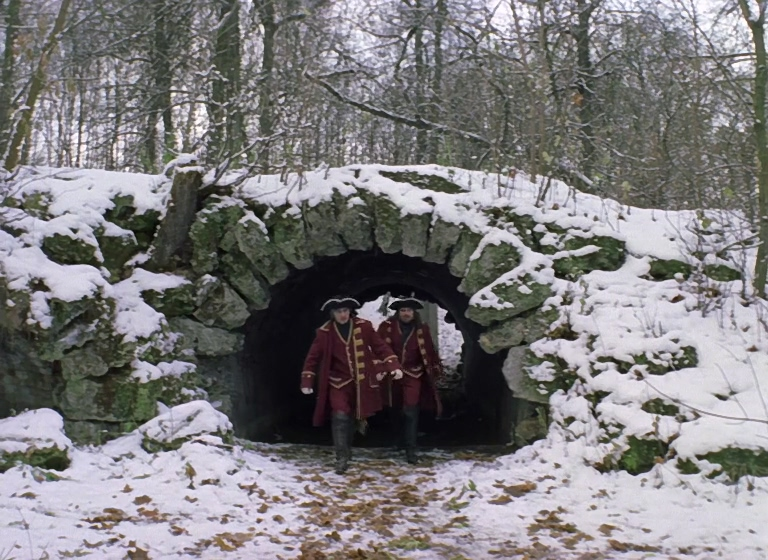
«Тайны дворцовых переворотов» (6 серия, «Смерть юного Императора») — грот в Горенках

### Долгоруковы
Прасковья Хилкова в 1707 году была выдана за князя Алексея Долгорукова. Новый хозяин в 1724 году присоединил к этому имению Чижово и правобережные Горенки и начал строить первый дворец.
Сын Долгорукова, Иван Алексеевич, сделал блестящую карьеру при дворе. Он был фаворитом юного императора Петра II, который часто гостил в Горенках. Алексей Григорьевич Долгоруков пытался женить Петра II на своей дочери, 17-летней Екатерине. В ноябре 1729 года даже состоялась их помолвка, и Екатерина была объявлена «государыней-невестой». Но 14-летний император неожиданно заболел и умер. Долгоруковы составили подложное завещание, по которому от имени государя преемницей престола становилась его невеста. Однако документам не поверили. Долгоруковы были надолго отправлены в ссылку, а все их владения перешли в казну.

### Разумовские

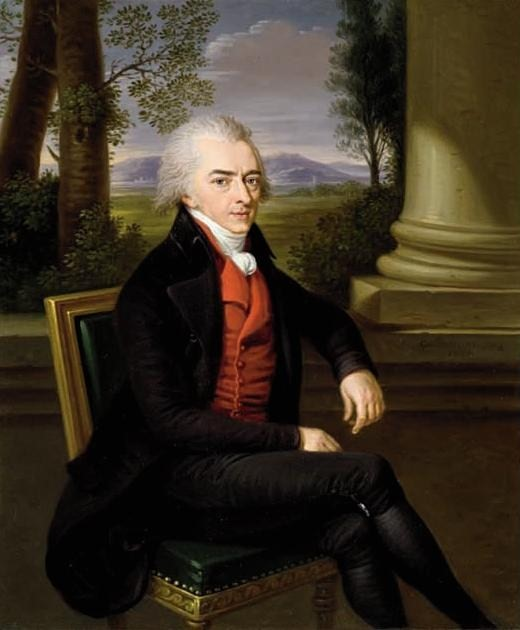
А. К. Разумовский — строитель усадьбы

В 1747 году имение было продано фавориту императрицы графу Алексею Разумовскому. Строится каменный дом и церковь во имя Всемилостивого Спаса. После смерти Алексея Григорьевича Горенками стал владеть его брат Кирилл Григорьевич, который затем передал Горенки своему сыну Алексею.
При Алексее Кирилловиче Разумовском Горенки достигли наибольшего расцвета. Дворец был полностью перестроен по проекту А. А. Менеласа, разбит богатый парк с каскадом прудов. Разумовский увлекался коллекционированием и разведением растений. При нём здесь был устроен ботанический сад, построены оранжереи, в которых росло более 7000 растений. Ботаническим садом и оранжереями с 1804 года заведовал ботаник Ф. Б. Фишер, впоследствии директор Императорского ботанического сада в Санкт-Петербурге.
Ботанический сад в Горенках считался до 1830-х годов одним из чудес Москвы. В оранжерее росло около 300 тропических деревьев: пальмы, кипарисы, бамбук, ямайский кедр. Росли на территории усадьбы и уникальные для Подмосковья сибирские кедры и американские ели. В Горенки неоднократно приезжали видные европейские естествоиспытатели и путешественники. В 1809 году было основано Горенковское фитогеографическое общество (в 1811 году слившееся с Московским обществом испытателей природы).

### Упадок усадьбы
После смерти Разумовского в 1822 году его наследники начали распродавать ценности усадьбы вплоть до оранжерейных деревьев. А. Я. Булгаков в августе 1822 года сообщал брату:
Не знаю я, что будет с Горенками, только отсюда всё продают поштучно, как из лавочки: померанцы, груши, лавры, всё это в деревьях. Можно всё это очень дёшево иметь. Девиз наследника графа Алексея, кажется: деньги из всего.
Наконец в 1827 году всё имение купил князь Николай Юсупов, который вывез библиотеку и коллекции в свою усадьбу Архангельское. Гербарий Разумовского был приобретён Ботаническим музеем Академии наук.
Юсупов продал Горенки московскому уездному предводителю дворянства полковнику гвардии Николаю Волкову. Волков устроил во дворце вместе с купцом Василием Третьяковым бумагопрядильную и бумаготкацкую фабрику, а в парке — небольшой литейный завод для изготовления станков. Ткацкие станки работали прямо в бывших княжеских покоях. Сильнее всего пострадала правая часть дворца. Внутри были пробиты потолки для установки машин, заделанные впоследствии штукатуркой.
В 1840-х годах Волков продал деревню Горенки коллежскому регистратору Фёдору Пантелееву. Самому Волкову остался дворец, а после его смерти им продолжали владеть компаньоны — семейство купцов Третьяковых. К 1885 году фабрика была закрыта, имение и парк пришли в совершенное запустение.
В 1910 году Горенки купил фабрикант Владимир Севрюгов, который реставрировал дворец и парк с помощью архитектора Сергея Чернышёва.

### Советское время

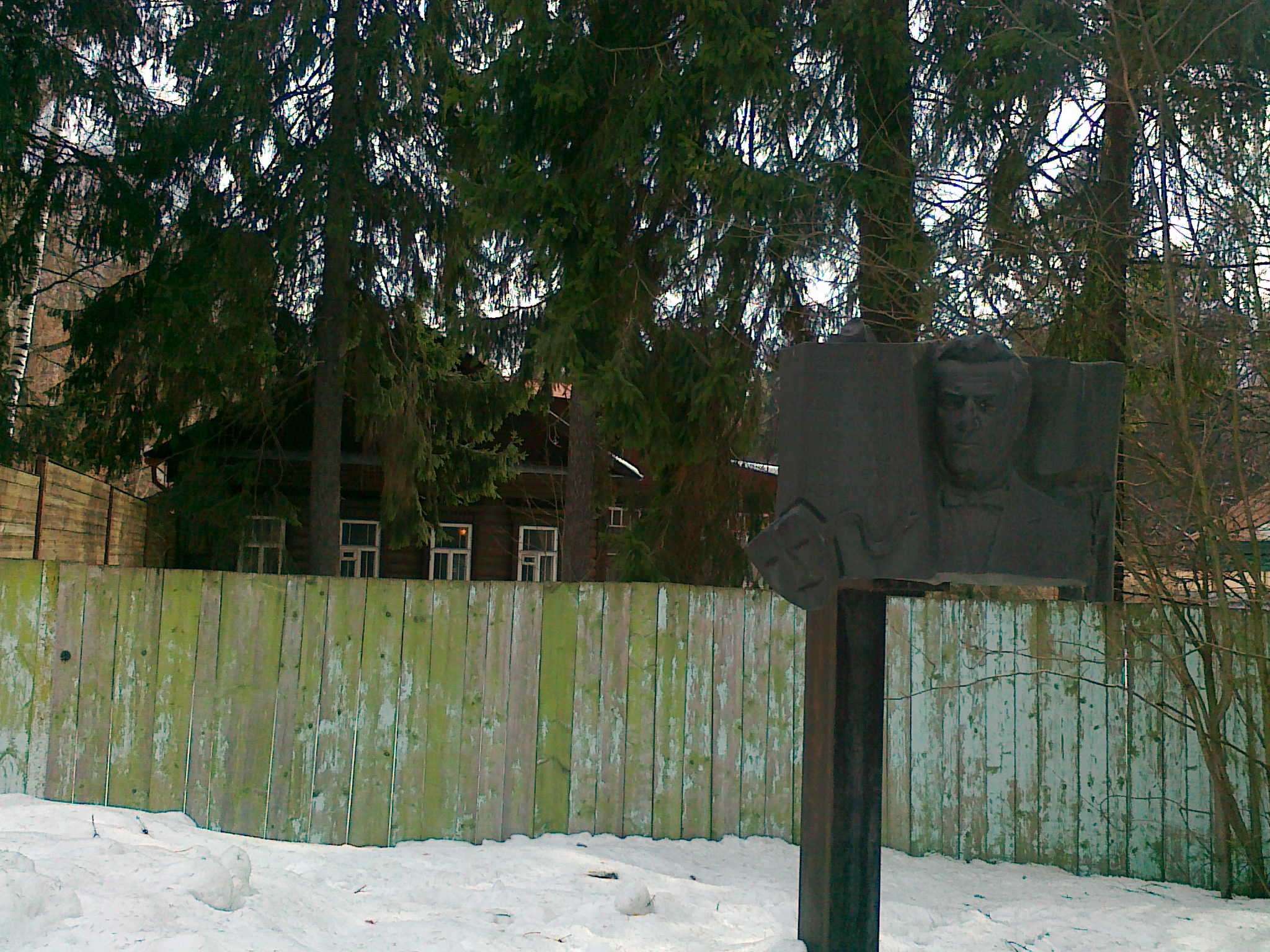
Дача Мейерхольда в 2012 году

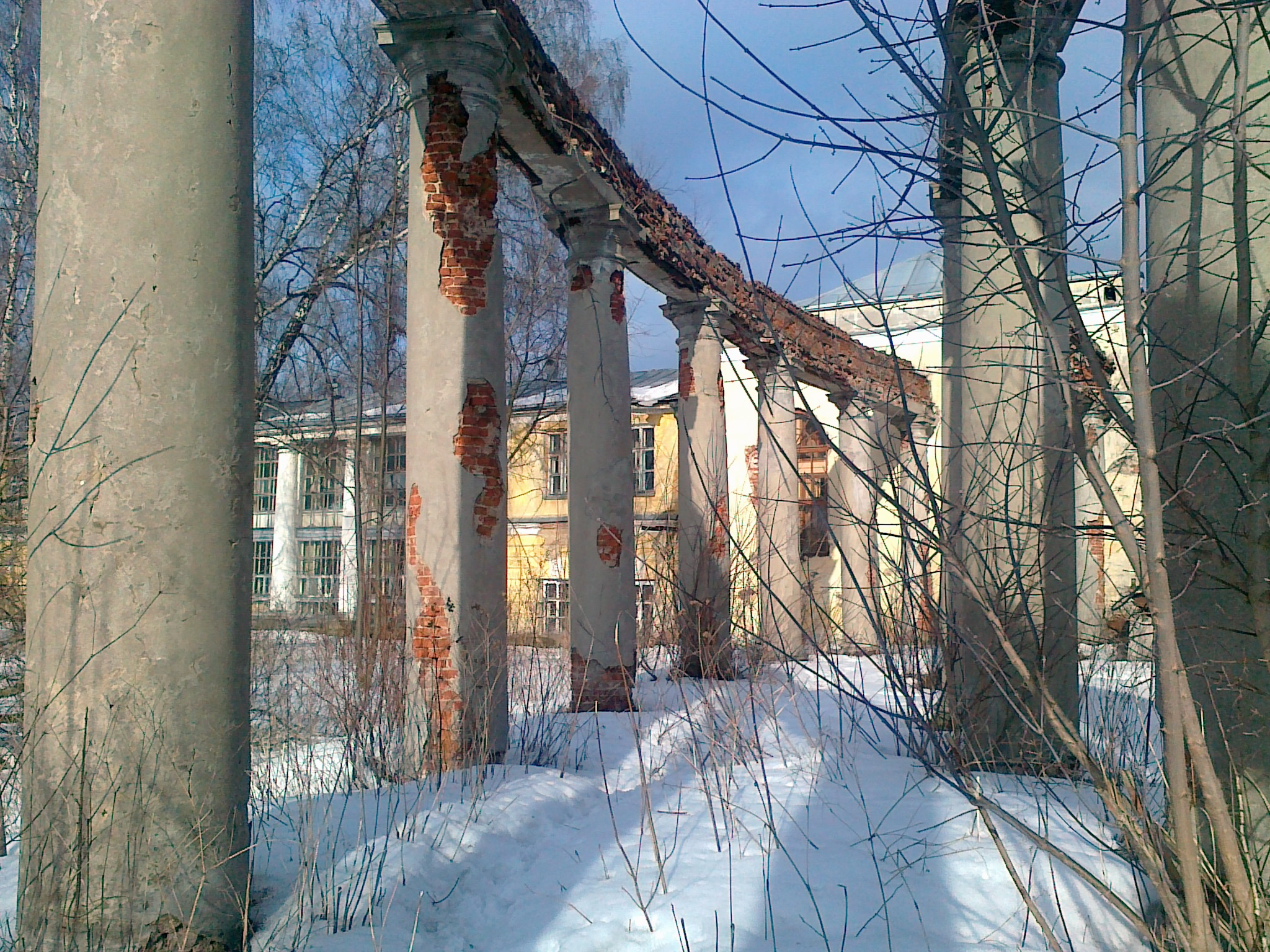
Западная галерея в 2012 году

После революции в Горенках располагался волостной исполком. Часть дворца и другие здания усадьбы Горенки занимал детский дом имени Степана Разина. В 1925 году в бывшей усадьбе Разумовских разместился санаторий «Красная Роза».
В 1926 году дачу № 3 на просеке Горенского парка купили первая жена Сергея Есенина актриса Зинаида Райх и её супруг, знаменитый режиссёр Всеволод Мейерхольд. В этом доме с большой террасой и русской печью выросли дети Есенина — Татьяна и Константин. В гостях здесь часто бывали писатели А. Толстой, Ю. Олеша, артисты И. Ильинский, С. Мартинсон, Э. Гарин, композиторы С. Прокофьев и Д. Шостакович. На этой даче после ареста Мейерхольда был спрятан его архив.

## Современное состояние усадьбы
Практически все постройки усадьбы, кроме теплиц, сохранились до настоящего времени. Главный дом-дворец лишь с дворового фасада имеет облик XVIII века. В центре этого симметричкого трёхэтажного фасада — портик из шести колонн ионического ордера, которому отвечает аркада в нижнем рустованном этаже. Парадный двор ограничивают вынесенные вперёд двухэтажные флигели, соединённые с главным домом галереями на аркадах. На парковом фасаде дома, перестроенном С. Чернышёвым, основное место занимает 14-колонная лоджия, после перестройки этот фасад стал двухэтажным. Протяжённые дуговые колоннады тосканского ордера соединяют дом с павильонами. Сохранившаяся внутренняя отделка, а именно росписи, лепнина, декор из искусственного мрамора относится к 1910-м годам, кроме более старой парадной лестницы. Особенно богато декорирован парадный Золотой зал.
Одноэтажная протяжённая (длиной 215 метров, из двух корпусов под тупым углом) оранжерея относится к рубежу XVIII—XIX веков, сохраняет элементы классической отделки, в частности, проходные павильоны с фронтонами и арочными нишами, которые объединяют нижние тройные проёмы с чердачными окнами. Полукруглая подъездная аллея сообщается с шоссе Энтузиастов через двое въездных ворот, у каждых ворот — по паре кордегардий и служебных корпусов. Пилоны ворот декорированы полукруглыми нишами и рустовкой. Небольшие кордегардии украшены нишами, креповкой, ленточным рустом. Двухэтажные служебные корпуса оформлены скромно, на их фасадах использованы неглубокие арочные впадины высотой в оба этажа и фронтоны с торцов и над центральными ризалитами главных фасадов.
Усадебный парк относится к английскому типу, он располагается вокруг и на островах Верхнего пруда на реке Горенке. В восточной части парка имеются аллеи: липовая, параллельная парковому фасаду дома, а также тополёвая и вязовая, ведущие к пруду. Парк сохранился лишь частично, он зарос, многие деревья вырублены, утрачены фонтаны и беседки. Над прудом сохранился грот из крупного камня с круглым залом в центре, перекрытым куполом, и тремя ходами к нему. От дворца в направлении пруда ведёт белокаменная лестница, утрачены украшавшие её статуи орлов.
В начале XXI века в усадебном доме находится Московский областной санаторий внелёгочных форм туберкулёза «Красная роза».

## Распродажа земель

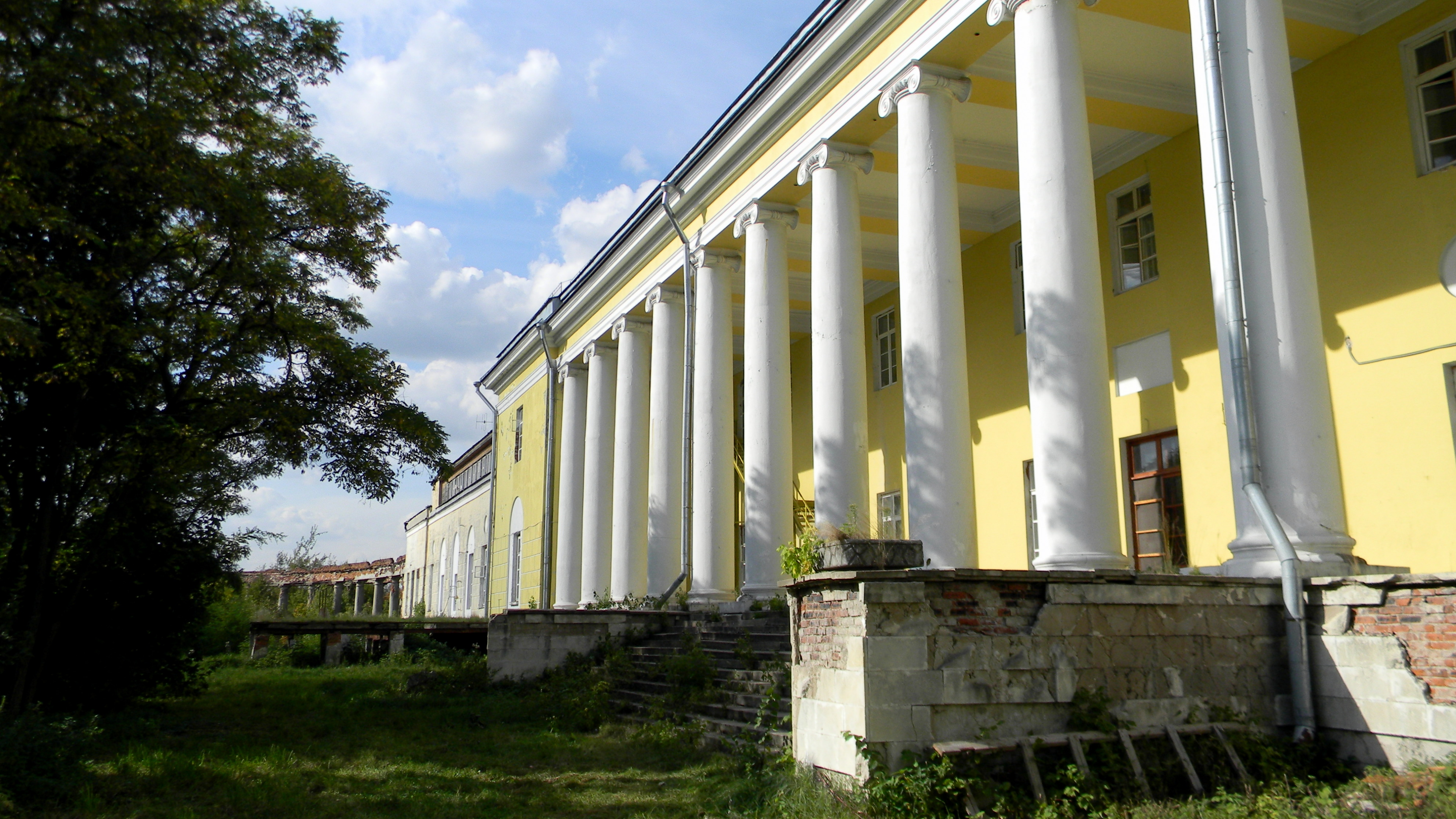
Колоннада времён Разумовских

25 января 2012 года Управление имущественных отношений Администрации городского округа Балашиха на основании решения о приватизации от 19.12.2011 № 15А провело аукцион по продаже муниципального недвижимого имущества. Под лотом № 1 были выставлены нежилое отдельно стоящее здание общей площадью 590,5 м² (Московская область, Балашиха, шоссе Энтузиастов, дом 2а) и прочно связанный с ним земельный участок площадью 1170 м². При этом часть реализуемого земельного участка площадью 870,0 м² расположена в зоне регулирования застройки памятника истории и культуры Усадьбы «Горенки», «Чижово».
Двумя годами ранее, 25 января 2010 года на аукционе был продан земельный участок площадью 0,0853 га по адресу: Балашиха, микрорайон Никольско-Архангельский, улица Александровская (участок за домом 2). Разрешённое использование участка: для индивидуального жилищного строительства; при том, что весь участок расположен на территории памятника истории и культуры Усадьба «Горенки» или в его зоне регулирования застройки.